# Les délices des Païs-Bas

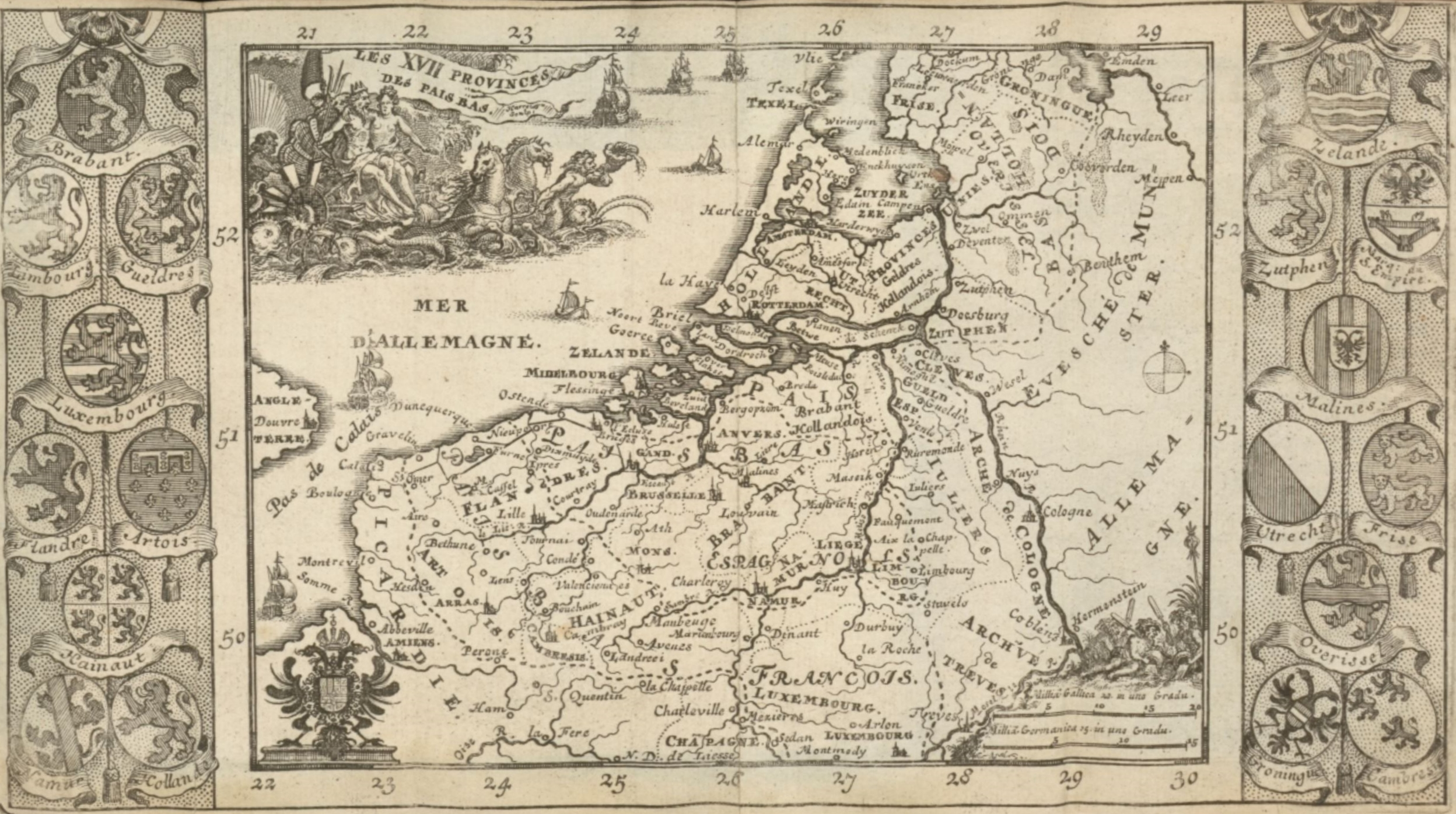
Kaart van de Zeventien Provinciën uit de editie van 1743

Les délices des Païs-Bas is een geïllustreerde chorografie van de Zeventien Provinciën uit 1697. Het werk evolueerde van één boekdeel naar vijf en werd heruitgegeven tot 1793, onder meer in een Nederlandse vertaling met de titel Het schouwburg der Nederlanden. Het geeft een geschiedenis en beschrijving van de Lage Landen, die als een eenheid worden geconcipieerd, ondanks de staatkundige grenzen tussen de Zuidelijke Nederlanden, de Republiek, de door Frankrijk veroverde gebieden en het deels Pruisisch geworden Gelre.
De eerste edities verschenen bij de grote Brusselse uitgever Foppens. Daarna gingen de rechten naar Jean-François Bassompierre in Luik, wiens vijfdelige uitgave uit 1769 terugkeerde naar de oorspronkelijke titel. In 1785 bracht de Antwerpenaar Cornelis Marten Spanoghe een nieuwe Franse editie uit en een Nederlandse vertaling. Tijdens de Tweede Oostenrijkse Restauratie wilde hij nog een aangevulde editie op de markt brengen, maar de Raad van Brabant was niet opgezet met zijn informatie over recente gebeurtenissen en liet de al gedrukte exemplaren vernietigen.
De uitgever Foppens vermeldde geen auteursnamen. De editie van 1743 schreef de tekst toe aan Jan Baptist Chrystin en meer bepaald aan de Brabantse kanselier, hoewel sommigen dat betwijfelen en eerder denken aan diens gelijknamige neef, omdat de kanselier overleden is zeven jaar vóór publicatie. Vermoedelijk lieten Pierre en Frans II Foppens het werk evolueren naar een meerdelige uitgave. De volgende die het aanvulde en actualiseerde, was Henri Griffet. Deze Franse jezuïet leefde in ballingschap in Brussel en werkte mee aan de editie van 1769. Na hem werkte Spanoghe opnieuw de tekst bij.
Van bij de eerste uitgave was het boek fraai geïllustreerd met uitslaande platen en kaarten van Jacobus Harrewijn. De illustraties werden stelselmatig uitgebreid doorheen de edities: van 27 platen in 1697 naar bijna 150 in 1786. Het ging om frontispices, een landkaart, stadsplattegronden, afbeeldingen van stadhuizen en andere machtszetels, adellijke residenties, abdijen, enz. Onder de naam "Harrewijn" kunnen ook E. Harrewijn et J.-G. Harrewijn (II) hebben meegewerkt. Daarnaast zijn de signaturen van Pieter Devel, Frans Pilsen (1700-1784) en Jan Lodewijk Krafft aanwezig.

## Edities
- Les délices des Païs-Bas, ou Description générale de ses dix-sept Provinces, de ses principales Villes et de ses lieux les plus renommez, Brussel, F. Foppens, 1697 ― Google Books
- Les délices des Païs-Bas, ou Description générale de ses dix-sept Provinces, de ses principales Villes et de ses lieux les plus renommez dans la situation où ils se trouvent depuis la paix de Ryswyck, Brussel, François Foppens, 1700 — Google Books
- Les délices des Païs-Bas contenant une description générale des XVII provinces. Edition nouvelle divisée en III. Volumes, augmentée de plusieurs Remarques curieuses, & enrichie de Figures, Brussel, F. Foppens, 3 dln., 1711
- Les délices des Païs-Bas contenant une description générale des XVII provinces. Edition nouvelle divisée en III. Volumes, augmentée de plusieurs Remarques curieuses, & enrichie de Figures, Brussel, F. Foppens, 3 dln., 1713
- Histoire générale des Pays-Bas, contenant la description des XVII. provinces, édition nouvelle, divisée en IV. volumes augm. de plusieurs remarques curieuses, de nouvelles figures et des événements les plus remarquables jusqu'à l'an MDCCXX, Brussel, F. Foppens, 4 dln., 1720 ― Universiteitsbibliotheek Gent
- Histoire générale des Pays-Bas, contenant la description des XVII. provinces, édition nouvelle, divisée en IV. volumes augm. de plusieurs remarques curieuses, de nouvelles figures et des événements les plus remarquables jusqu'à l'an MDCCXLIII, Brussel, Vve Foppens, 4 dln., 1743 ― Universiteitsbibliotheek Gent ― Bibliotheek Hasselt Limburg
- Les délices des Pays-Bas, ou Description géographique et historique des XVII. provinces belgiques, 5 dln., Luik, J.F. Bassompierre, 1769 ― Universiteitsbibliotheek Gent
- Het schouwburg der Nederlanden ofte geographische en historische beschryvinge der XVII. Nederlandsche provintien, Antwerpen, C.M. Spanoghe, 5 dln., 1785 ― Google Books
- Les Délices des Pays-Bas, ou Description géographique et historique des XVII provinces belgiques, Parijs-Antwerpen, C.M. Spanoghe, 5 dln., 1786 ― Universiteitsbibliotheek Gent
- Déscription historique et géographique des XVII. Provinces Belgiques & de la Principauté de Liège. Ouvrage très-instructif aux Etrangers, aux militaires & aux Habitants, qui desirent acquerir une connaissance exacte de leur Patrie, Brussel, C.M. Spanoghe, 1793 (slechts eerste deel van twee verschenen)

## Voetnoten
1. ↑  Onder dezelfde titel en in hetzelfde jaar verscheen een ander werkje: Les délices des Païs-Bas ou Description générale de ses dix-sept Provinces, de ses principales Villes & de ses lieux les plus renommez, Brussel, P. de Dobbeleer, 1697